# Мид, Джордж Гордон
Джордж Гордон Мид (англ. George Gordon Meade; 31 декабря 1815, Кадис, Испания — 6 ноября 1872, Филадельфия, штат Пенсильвания) — американский военный деятель, кадровый офицер и гражданский инженер, принимавший участие в строительстве береговых сооружений, в том числе нескольких маяков.
Отличился во время Второй Семинольской войны и Американо-мексиканской войны 1846-48. Во время Гражданской войны в Америке служил в чине генерала и прошёл путь от командира бригады до командующего Потомакской армией.
Вошёл в историю тем, что победил генерала Ли в сражении при Геттисберге в 1863 году.
В 1864-65 во главе Потомакской армии, участвовал в Оверлендской кампании (Overland campaign), осаде Петерсберга и сражении при Аппоматтоксе, но «оставался в тени» из-за прямого подчинения генералу Улиссу Симпсону Гранту как главнокомандующему.

## Ранние годы
Родился в Кадисе (Испания) в семье Ричарда Уорсема Мида I и Маргарет Коутс Батлер Мид, был восьмым ребёнком из одиннадцати.
Его родители были выходцами из Пенсильвании, чьи предки были по происхождению ирландцами католического вероисповедания. Его брат Ричард Уорсем Мид II стал военно-морским офицером (капитаном). Его отец, богатый филадельфийский торговец, служил в Испании военно-морским агентом правительства США. Он был разорен, финансово поддерживая испанское правительство во время Наполеоновских войн. Умер в 1828 году, когда Джорджу было всего 13 лет. Через 6 месяцев после смерти Ричарда Уорсема Мида Старшего семья возвратилась в США почти без денег.
Молодой Джордж посещал Mount Hope Institution в Балтиморе, а затем в 1831 году поступил в Военную академию США в Вест-Пойнте, избрав это учебное заведение главным образом по финансовым причинам. Он был однокурсником будущего генерал-майора Джона Мартиндейла.
Будущий победитель Ли при Геттисберге окончил академию 19-м на курсе из 56 кадетов (1835). Он был определен в 3-й артиллерийский полк во временном звании второго лейтенанта. 31 декабря 1835 года он стал вторым лейтенантом регулярной армии, участвовал в войне с семинолами во Флориде, но через год (26 октября 1836) уволился из армии. Мида не прельщала карьера военного даже во время учёбы в Вест-Пойнте.
После увольнения из рядов армии, Мид стал гражданским железнодорожным инженером, работал на строительстве железных дорог в Алабаме, Джорджии и Флориде, а также на военное ведомство США.
31 декабря 1840 года Джордж женился на Маргаретте Серджант, дочери Джона Серджанта — политика, баллотировавшегося на пост вице-президента США (в президенты США баллотировался Генри Клей) во время президентских выборов 1832 года. У Джорджа и Маргаретты было 7 детей: Джон Серджант Мид, Джордж Мид, Маргарет Батлер Мид, Спенсер Мид, Сара Вайз Мид, Генриетта Мид, Уильям Мид. Осознав, что стабильной занятости в гражданской сфере женатому человеку будет тяжело найти, Мид 19 мая 1842 года вновь поступил в армию в чине второго лейтенанта в корпус инженеров-топографов. Участвовал в американо-мексиканской войне 1846-48, состоя при штабах генералов Закари Тейлора, Уильяма Уорта и Роберта Паттерсона. В 1851 он стал первым лейтенантом, а в 1856 получил звание капитана за выслугу лет.

## Гражданская война

### Первые командные должности
Через несколько месяцев после начала Гражданской войны, по настоянию губернатора штата Пенсильвания Эндрю Кертина, Мид 31 августа 1861 года был произведен из капитанов сразу в бригадные генералы Добровольческой армии. Он стал командиром 2-й бригады дивизии Джрджа Маккола, так называемой "Пенсильванской резервной дивизии". Эта бригада состояла из четырёх пенсильванских полков:
- 3-й Пенсильванский резервный полк, полковник Горацио Сикел.
- 4-й Пенсильванский резервный полк, полковник Роберт Марч
- 7-й Пенсильванский резервный полк, полковник Элиша Харви
- 11-й Пенсильванский резервный полк, полковник Томас Галлахер

Первое время Мид занимался преимущественно строительством оборонительных укреплений близ Вашингтона. В том же августе бригада была введена в состав Потомакской армии под командованием генерала Джорджа Макклелана; дивизии Маккола, Бэнкса и Дикса стали ядром будущей Потомакской армии. Когда в марте 1862 года возникла корпусная система, дивизия Маккола стала второй дивизией I корпуса Потомакской армии. 18 июня 1862 года дивизия была переведена на Вирджинский полуостров и включена в состав V корпуса Потомакской армии.
В сражении у Глендейла, одном из сражений Семидневной битвы, Мид был серьёзно ранен в руку, спину и бок.
К началу Северовирджинской кампании он частично оправился от ран и во время второго сражения при Булл-Ран вновь находился во главе своей бригады, входящей теперь в корпус Ирвина Макдауэлла (III корпус Вирджинской армии). В этом сражении его бригада отличилась героической стойкостью у холма Генри, прикрывая тыл отступающей федеральной армии. 
Несколькими днями спустя, в самом начале Мэрилендской кампании, генерал Мид получил в командование 3-ю дивизию I Корпуса Потомакской армии и отличился во время сражения у Южной Горы. Во время штурма ущелья Тёрнера, корпусной командир Мида генерал Джозеф Хукер воскликнул: «Посмотрите на Мида! Вот почему, с такими войсками как эти и при таком командовании, я могу победить кого угодно!». В сражении при Энтитеме генерал Мид заменил раненого Джозефа Хукера на посту командира I Корпуса, он был избран на эту должность командующим армией Макклеланом, минуя других дивизионных командиров, пребывающих в генеральских званиях дольше Мида. Он хорошо командовал корпусом во время сражения при Энтитеме, но был ранен в бедро.
Во время битвы при Фредериксберге только дивизии Мида удалось прорвать оборонительные укрепления южан, прорываясь через брешь в обороне корпуса генерала Томаса Джэксона на южном фасе поля боя. За эти действия 29 ноября 1862 года Джордж Мид был произведен в генерал-майоры. Однако его атака не была поддержана, что стало результатом больших потерь в его дивизии. После сражения Мид получил в командование V Корпус, которым он командовал во время сражения при Чанселлорсвилле весной 1863 года. У генерала Хукера, ставшего к тому времени командующим Потомакской армией, были большие и деятельные планы на предстоящую кампанию, но осуществлялись они слишком медленно, что позволило Югу перехватить инициативу. Корпус Мида большую часть сражения при Чанселорсвилле стоял в резерве, «содействуя» таким образом поражению армии Союза.
Впоследствии Мид решительно настаивал на возобновлении атак, но безрезультатно.

### Потомакская армия и Геттисберг
Во время преследования армии Ли до сражения при Геттисберге, Джозеф Хукер покинул пост командующего Потомакской армией. В ранние часы 28 июня 1863 года прибыл посланец от президента США Авраама Линкольна, с извещением о назначении Мида командующим Потомакской армией. Для Мида это назначение было полной неожиданностью, и позже в письме к жене, он писал, что когда офицер зашёл к нему в шатер и разбудил его, он подумал, что армейские проблемы добрались уже и до него, и что его арестовывают. Он не был претендентом на эту должность и не был среди тех, кого мог бы выбрать президент. Генерал Джон Рейнольдс был одним из четырёх высших офицеров, которые пребывали в чине генерал-майора дольше Мида, но он отверг  предложение президента. Рейнолдс умер в первый день сражения при Геттисберге.
Мид принял командование армией, пребывая в особняке Проспект-Холл в городе Фредерик, Мэриленд. Северовирджинская армия генерала Роберта Ли в это время вторгалась в Пенсильванию, а Мид, как бывший корпусной командир, был плохо осведомлен о диспозиции других частей и подразделений вверенной ему армии. Только через три дня он столкнулся с армией Ли у Геттисберга. Сражение, произошедшее 1-3 июля 1863 года он выиграл; эта победа стала поворотным моментом в войне.
Сражение началось со стычки между частью войск южан (пехота) и кавалерией северян 1 июля у Геттисберга. К концу первого дня битвы, два федеральных пехотных корпуса были полностью разгромлены, но отступили на выгодные позиции.
Мид бросил остатки своей армии под Геттисберг и искусно разместил силы для решающего сражения, быстро реагируя на энергичные атаки южан по всему фронту, последней из которых была губительная атака войск Ли в центре оборонительной линии войск северян, получившая название атаки Пикетта.
В течение всей битвы Мид искусно использовал опыт своих подчинённых, таких как Джон Рейнолдс и Уинфилд Хэнкок, которые отвечали за один из важных участков фронта.
К сожалению для Мида, он неважно разбирался в  амбициях своих генералов-интриганов, оставшихся ему от Хукера. Дэниел Сиклс, командир III Корпуса и Дэниел Баттерфилд, начальник штаба Потомакской армии, стали причиной проблем для генерала после войны, они настаивали на своей значительной роли в победе в сражении и на том, что они проявили личное мужество в бою. У Сиклса была личная неприязнь к Миду, поскольку он имел привязанность к Хукеру, которого заменил Мид, а также из-за сильных различий во мнениях по поводу сражения (несогласованные действия Сайклса, как командира III Корпуса практически свели на нет весь успех федералов в сражении, а в широком смысле и в войне). Радикальные республиканцы из Объединённого комитета по вопросам ведения войны (Joint Committee on the Conduct of the War) подозревали Мида в том, что он был тайным сторонником юга и тщетно пытались сместить его с должности.
Вследствие серьёзных потерь в сражении при Геттисберге армия Ли отступила в Вирджинию. Мид подвергся критике со стороны президента Линкольна и других государственных деятелей за то, что не организовал активного преследования армии южан во время их отступления. Северовирджинская армия была крайне уязвима из-за своих тылов, медленно переправляющихся через вышедшую из берегов из-за дождей реку Потомак, но южане успели возвести мощные оборонительные позиции до того, как Мид смог организовать эффективное преследование. Линкольн поверил в то, что бездействие Мида привело к невозможности завершить войну. Несмотря на это, Мид получил чин бригадного генерала регулярной армии и Благодарность Конгресса США: «И офицерам и солдатам Потомакской армии, за мастерство и героическое мужество, воинам которые при Геттисберге отразили, разбили и отбросили за реку Раппаханнок, разбитую и подавленную армию Юга»
Завершающим этапом войны в 1863 году стали Кампания Бристоу и Сражение при Майн-Ран. Путём искусных маневров Ли превзошел Мида в бою. Мид отступил после нескольких незначительных и нерешительных стычек, не желая атаковать укреплённые позиции.
Мид был дельным и внешне сдержанным человеком. Корреспондент лондонской газеты, среди читателей которой было множество бросающих в воздух чепчики ура-патриоток, слишком жеманно описывал Мида: 

«Он прекрасно выглядящий человек — высокий, худощавый, с внешним видом военного человека наших дней, он приятный в обхождении и способен доверять, имеющий собственное достоинство. 
Его голова частично облысела, она небольшая, но с высоким лбом. У него нос, похожий на нос герцога Веллингтона на склоне лет, а его глаза, в которых читается серьёзное и почти печальное выражение, скорее впалые, чем кажущиеся такими из-за выступающего изгиба носа. Он несомненно человек благородный и имеющий выдающуюся наружность».  

Вспыльчивость Мида принесла ему известность, и, хотя он пользовался уважением большинства современников, его не любили в армии. Находились злопыхатели, за глаза обзывавшие его «проклятой старой пучеглазой шаркающей черепахой».